# Temple (Texas)
Temple è un comune (city) degli Stati Uniti d'America della contea di Bell nello Stato del Texas. La popolazione era di 66 102 abitanti al censimento del 2010.
Situata vicino al capoluogo di contea di Belton, Temple si trova nella regione denominata Texas centrale ed è una delle principali città dell'area metropolitana di Killeen-Temple-Fort Hood. La regione metropolitana ha una popolazione di 450 051 abitanti. Situata fuori della Interstate 35, Temple si trova 65 miglia (105 km) a nord di Austin e 34 miglia (55 km) a sud di Waco.

## Geografia fisica
Secondo lo United States Census Bureau, la città ha una superficie totale di 179,8 km², dei quali 178,72 km² di territorio e 1,07 km² di acque interne (0,6% del totale).

## Storia
La città è stata fondata nel 1881 come stazione ferroviaria, e così chiamata in onore di Bernard Moor Temple, un ingegnere ferroviario.

## Società

### Evoluzione demografica
Secondo il censimento del 2010, la popolazione era di 66 102 abitanti.

### Etnie e minoranze straniere
Secondo il censimento del 2010, la composizione etnica della città era formata dal 68,14% di bianchi, il 16,93% di afroamericani, lo 0,62% di nativi americani, il 2,08% di asiatici, lo 0,14% di oceanici, l'8,75% di altre razze, e il 3,35% di due o più etnie. Ispanici o latinos di qualunque razza erano il 23,74% della popolazione.